# 滨江街道 (广州市)
滨江街道，是中华人民共和国广东省广州市海珠区下辖的一个乡镇级行政单位。

## 行政区划
滨江街道下辖以下地区：
海景社区、海城社区、远安社区、仲恺社区、江湾社区、中海社区、草芳社区、海运社区、怡安社区、小港社区、益丰社区和涛景社区。